# UTC+02:00

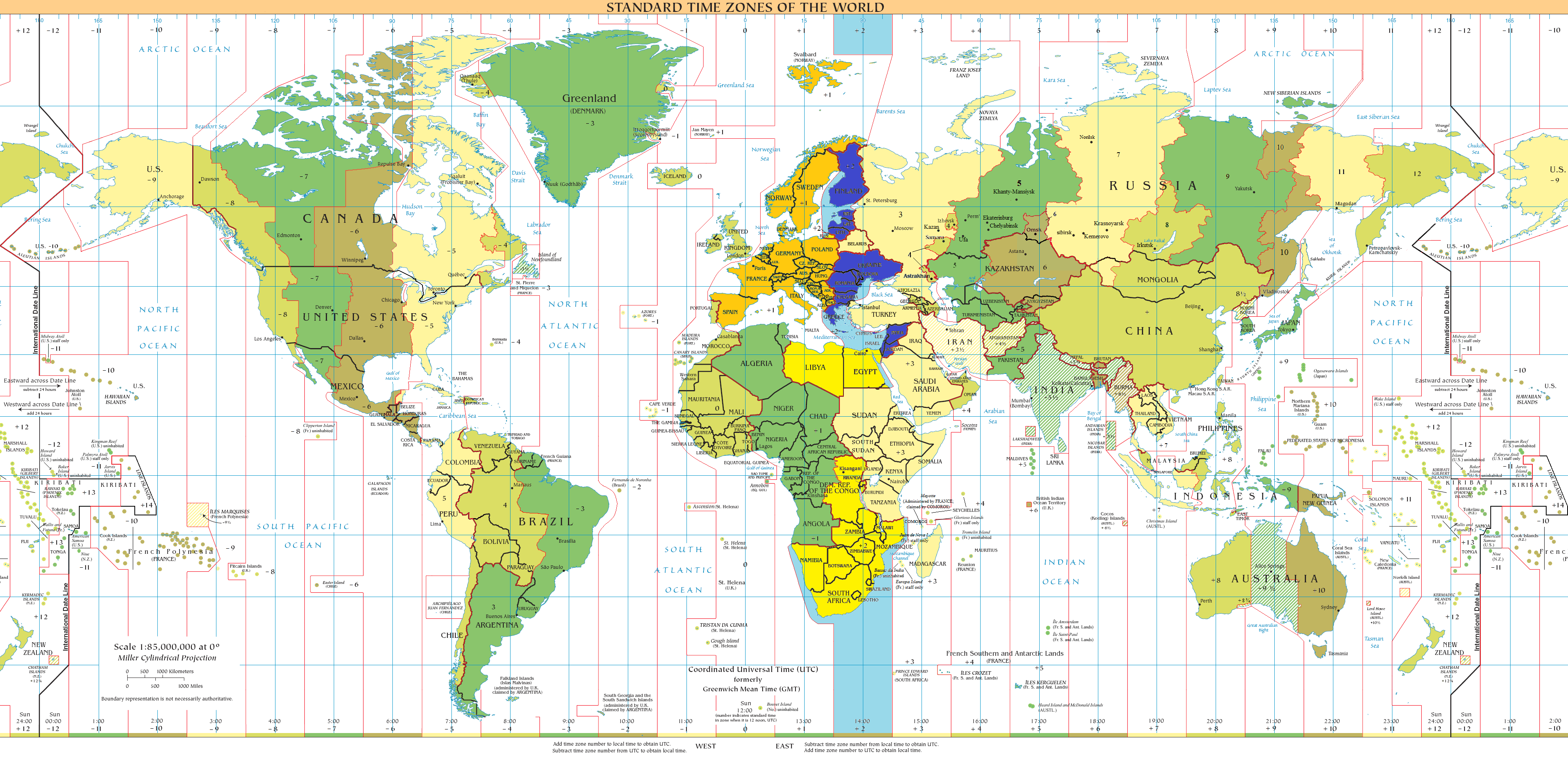
UTC+02:00

UTC+02:00 (B – Bravo) – strefa czasowa, odpowiadająca czasowi słonecznemu południka 30°E.
Do strefy czasowej UTC+2:00 należą czas wschodnioeuropejski (EET, Eastern European Time), czas Królewca, czas środkowoafrykański (CAT, Central Africa Time), czas środkowoeuropejski letni (CEST, Central European Summer Time) i czas zachodnioafrykański letni (WAST, West Africa Summer Time).
W strefie znajdują się m.in. Ateny, Bukareszt, Helsinki, Jerozolima, Johannesburg, Kair, Królewiec, Kijów i Sofia.

## Strefa całoroczna
Afryka:
- Botswana
- Burundi
- Demokratyczna Republika Konga (prowincje Dolne Uele, Górna Katanga, Górne Lomami, Górne Uele, Ituri, Kasai, Kasai Wschodnie, Kiwu Południowe, Kiwu Północne, Lomami, Lualaba, Lulua, Maniema, Sankuru, Tanganika i Tshopo)
- Egipt
- Lesotho
- Libia
- Malawi
- Mozambik
- Namibia
- Południowa Afryka
- Rwanda
- Eswatini
- Zambia
- Zimbabwe

Europa:
- Rosja (obwód królewiecki)

## Czas standardowy (zimowy) na półkuli północnej
Azja:
- Akrotiri i Dhekelia
- Cypr
- Cypr Północny[1]
- Izrael
- Jordania
- Liban
- Palestyna
- Syria

Europa:
- Bułgaria
- Estonia
- Finlandia
- Grecja
- Litwa
- Łotwa
- Mołdawia
- Rumunia
- Ukraina

## Czas letni na półkuli północnej
Europa:
- Albania
- Andora
- Austria
- Belgia
- Bośnia i Hercegowina
- Chorwacja
- Czarnogóra
- Czechy
- Dania
- Francja
- Gibraltar
- Hiszpania
- Holandia
- Jan Mayen
- Kosowo
- Liechtenstein
- Luksemburg
- Macedonia Północna
- Malta
- Monako
- Niemcy
- Norwegia
- Polska
- San Marino
- Serbia
- Słowacja
- Słowenia
- Svalbard
- Szwajcaria
- Szwecja
- Watykan
- Węgry
- Włochy

## Czas letni i zimowy na półkuli południowej
Obecnie na półkuli południowej nie stosuje się czasu letniego lub zimowego w żadnej strefie UTC +2:00. W latach 1994–2017 czas zimowy (przejście w zimie do strefy UTC+01:00) stosowała Namibia. 